# Anacardioideae
Anacardioideae, potporodica rujevki. Sastoji se od 60 rodova a tipični je Anacardium sa 20 vrsta grmova i drbveća iz Srednje i , južne Amerike.

## Rodovi
1. Abrahamia Randrian. & Lowry
2. Actinocheita F.Barkley
3. Amphipterygium Schiede ex Standl.
4. Anacardium L.
5. Androtium Stapf
6. Astronium Jacq.
7. Attilaea E.Martínez & Ramos
8. Baronia Baker
9. Blepharocarya F.Muell.
10. Bonetiella Rzed.
11. Bouea Meisn.
12. Buchanania Spreng.
13. Campnosperma Thwaites
14. Campylopetalum Forman
15. Cardenasiodendron F.A.Barkley
16. Comocladia P.Browne
17. Cotinus Mill.
18. Dobinea Buch.-Ham. ex D.Don
19. Drimycarpus Hook.f.
20. Euroschinus Hook.f.
21. Faguetia Marchand
22. Fegimanra Pierre
23. Gluta L.
24. Haplorhus Engl.
25. Heeria Meisn.
26. Holigarna Buch.-Ham. ex Roxb.
27. Laurophyllus Thunb.
28. Lithraea Miers ex Hook. & Arn.
29. Loxopterygium Hook.f.
30. Loxostylis Spreng. ex Rchb.
31. Malosma (Nutt.) Abrams
32. Mangifera L.
33. Mauria Kunth
34. Melanochyla Hook.f.
35. Metopium P.Browne
36. Micronychia Oliv.
37. Mosquitoxylum Krug & Urb.
38. Myracrodruon Allemão
39. Nothopegia Blume
40. Ochoterenaea F.A.Barkley
41. Orthopterygium Hemsl.
42. Ozoroa Delile
43. Pachycormus Coville ex Standl.
44. Parishia Hook.f.
45. Pentaspadon Hook.f.
46. Pistacia L.
47. Protorhus Engl.
48. Pseudosmodingium Engl.
49. Rhodosphaera Engl.
50. Rhus L.
51. Schinopsis Engl.
52. Schinus L.
53. Searsia F.A.Barkley
54. Semecarpus L.f.
55. Smodingium E.Mey. ex Sond.
56. Sorindeia Thouars
57. Swintonia Griff.
58. Thyrsodium Salzm. ex Benth.
59. Toxicodendron Mill.
60. Trichoscypha Hook.f.